# D. Michael Quinn
Pour les articles homonymes, voir Quinn.
Dennis Michael Quinn, né le 26 mars 1944 à Glendale (Utah) et mort le 21 avril 2021, est un historien américain spécialiste du mormonisme. Il est l'auteur de plusieurs livres qui sont considérés comme des ouvrages de référence sur l'histoire du mormonisme. Il s'est particulièrement intéressé à l'évolution du système hiérarchique dans l'Église de Jésus-Christ des saints des derniers jours dont il est excommunié depuis 1993, et à l'influence des croyances occultes du XIXe siècle sur Joseph Smith.

## Biographie
D. Michael Quinn obtint un doctorat en histoire (Ph.D.) à l'Université Yale. De 1976 à 1988, il était professeur à la Brigham Young University, où il s'intéressait plus particulièrement à la question du mariage plural. En raison de la publication de ses travaux sur des aspects controversés du mormonisme, il fut excommunié de l'Église de Jésus-Christ des saints des derniers jours en septembre 1993 en même temps que cinq autres membres de l'Église, des intellectuels et des féministes (l'événement eut un retentissement médiatique et fut connu sous le nom de September Six).
Malgré son excommunication et certaines critiques, D. Michael Quinn, qui est ouvertement gay, se considère encore comme un Latter-day Saint et croit au mormonisme, même s'il est en désaccord avec certaines politiques et doctrines.
D. Michael Quinn a écrit plusieurs livres sur l'histoire du mormonisme qui sont considérés comme des ouvrages de référence par de nombreux historiens. Il est abondamment cité dans tous les travaux de recherche sur le mormonisme. Ses livres les plus connus sont : Early Mormonism and the Magic World View et The Mormon Hierarchy (en deux volumes : Origins of Power et Extensions of Power). Chacun d'entre eux a provoqué une vive controverse au sein du mormonisme car ils remettaient en cause l'histoire officielle de l'Église de Jésus-Christ des Saints des Derniers Jours.

## Ouvrages

### The Mormon Hierarchy
Les deux volumes de The Mormon Hierarchy traitent de l’histoire de l’organisation de l’Église depuis sa fondation jusqu’à l’époque moderne. Les ouvrages abordent les relations de pouvoir entre les dirigeants et conseils de l’Église, leurs évolutions et leurs réactions face aux défis venus de l’extérieur et face aux dissensions internes.

#### The Mormon Hierarchy - Origins of Power
L’ouvrage traite principalement des changements importants dans la hiérarchie de l'Église sous Joseph Smith et de l'évolution du concept de théocratie. Il traite également de la crise de succession survenue à la mort du fondateur et des nombreux mouvements issus du mormonisme qui en ont résulté. 
L'historien Klaus J. Hansen salue le travail de Quinn au regard de « l'incroyable complexité de l'histoire institutionnelle du mormonisme qui demande non seulement une recherche résolue et déterminée de sources » mais aussi le fait « de les lier en un tout cohérent et intelligible ». L'historien Melvin T. Smith considère le livre de Quinn comme « important » et comme « la seule tentative sérieuse de la part d'historiens d'examiner attentivement cet aspect de l'histoire mormone ».

#### The Mormon Hierarchy - Extensions of Power
L’ouvrage s’intéresse plus particulièrement à la période depuis l’avènement de Brigham Young à la tête de l’Église jusqu’à nos jours. Il traite des aspects violents du mormonisme au cours du XIXe siècle (Danites, massacre de Mountain Meadows, expiation par le sang…). Ensuite, il met l’accent sur la bureaucratisation progressive de l’Église au cours du XXe siècle et ses interventions dans le domaine politique (anti-communisme, en faveur de la discrimination raciale, contre l’Equal Rights Amendment, contre les droits des homosexuels).
L'historien Mario S. De Pillis considère les deux ouvrages de Quinn comme son « œuvre majeure » et qu'ils constituent un « travail de référence indispensable sur l'histoire, l'organisation et les techniques du gouvernement de l'Église de Jésus-Christ des saints des derniers jours et sur les personnalités de ses dirigeants ». Pour David S. Azzolina, la « documentation est si complète et si incontestable que peu seront en mesure de mettre en doute ses arguments ».
L'ouvrage aborde de nombreuses controverses au sein du mormonisme et les apologistes mormons le rejettent complètement. Pour Duane Boyce, collaborateur de FARMS, le livre « ne peut être lu avec innocence ou certitude » et est « une trahison de la confiance du lecteur ».

### Early Mormonism and the Magic World View
Early Mormonism and the Magic World View traite de l’influence possible de l’occultisme sur la vie et l’œuvre de Joseph Smith au cours des premières années du mormonisme. Selon l’historien, les visions de Joseph Smith et le Livre de Mormon sont notablement influencés par des croyances occultes et magiques populaires au XIXe siècle en Nouvelle Angleterre. Il pointe entre autres l’utilisation de pierres de vision (seer stone) dans la recherche de trésors enfouis et au cours de la traduction du Livre de Mormon.
Plusieurs historiens considèrent le livre comme une importante contribution quant à la compréhension des premières années du mormonisme. Ainsi, pour Klaus J. Hansen, le livre est une « étude magistrale », un véritable « tour de force » et il salue la « masse de preuves » avancées. L'historien John L. Brooke fait de la thèse de Quinn son point de départ dans son étude de la naissance de la cosmologie mormone.
L’ouvrage est cependant critiqué par certains historiens mormons, ainsi que par les apologistes mormons, qui mettent en doute plusieurs des parallèles avancés par Quinn. Ainsi l’historien mormon William J. Hamblin, collaborateur de FARMS, considère la thèse de Quinn selon laquelle des éléments occultes auraient influencé le mormonisme comme une « absurdité absolue » et que « Quinn n’a pas pu trouver la moindre source primaire écrite par un saint des derniers jours qui serait une prise de position positive en faveur de la magie ».

### Same-Sex Dynamics among Nineteenth-Century Americans: a Mormon Example
L’ouvrage traite de la politique de l’Église de Jésus-Christ des saints des derniers jours concernant l’homosexualité depuis sa fondation jusqu’à nos jours. Depuis 1959, l’Église condamne sévèrement les relations homosexuelles et intervient dans la sphère politique afin de ralentir la reconnaissance des droits des homosexuels. Avant cette date, l’Église ne se préoccupait guère de la question. Quinn affirme qu’à cette époque (particulièrement au XIXe siècle), les relations homosexuelles existaient entre certains membres de l’Église et étaient tolérées dans une certaine mesure, du fait du désintérêt de la hiérarchie. Bien que le livre soit reconnu comme une étude approfondie de la perception de l'homosexualité au sein de l’Église, cette dernière thèse provoque la controverse parmi les spécialistes du mormonisme dont plusieurs considèrent que l’absence de condamnation formelle de l’homosexualité ne signifiait pas qu’elle était pour autant mieux acceptée qu'aujourd'hui au sein du mouvement.

### Ouvrages de D. Michael Quinn
- (en) D. Michael Quinn, The Mormon Hierarchy - Origins of Power, Signature Books, 1994, 686 pages  (ISBN 1560850566)
- (en) D. Michael Quinn, The Mormon Hierarchy - Extensions of Power, Signature Books, 1997, 928 pages  (ISBN 1560850604)
- (en) D. Michael Quinn, Early Mormonism and the Magic World View, Signature Books, 1998, 648 pages  (ISBN 1560850892)
- (en) D. Michael Quinn, Same-Sex Dynamics among Nineteenth-Century Americans: a Mormon Example, University of Illinois Press, 2001, 504 pages  (ISBN 9780252069581)
- (en) D. Michael Quinn, Elder Statesman: A Biography of J. Reuben Clark, Signature Books, 2002, 631 pages  (ISBN 1560851554)

### Ouvrages sur D. Michael Quinn
- (fr) Marcel Kahne, Magie, occultisme, talismans et « historiens »
- (fr) Leland H. Gentry, La bande de Danites de 1838, BYU Studies, vol. 14, 1973-1974, n° 4 – Été 1974
- (en) John L. Brooke, The Refiner's Fire: The Making of Mormon Cosmology, 1644-1844, Cambridge University Press, 1996, 443 pages  (ISBN 0521565642)
- (en) Klaus J. Hansen, Review of The Mormon Hierarchy - Origins of Power, Church History
- (en) Melvin T. Smith, Review of The Mormon Hierarchy - Origins of Power, Utah Historical Quarterly
- (en) Mario S. De Pillis, Review of The Mormon Hierarchy - Extensions of Power, Journal of Mormon History
- (en) David S. Azzolina, Review of The Mormon Hierarchy - Extensions of Power, Library Journal
- (en) Duane Boyce, A Betrayal of Trust  - Review of The Mormon Hierarchy - Extensions of Power, Maxwell Institute, 1997
- (en) Klaus J. Hansen, Review of Early Mormonism and the Magic World View, Church History, 1990
- (en) William J. Hamblin, That Old Black Magic - Review of Early Mormonism and the Magic World View, Maxwell Institute, 2000